# Егино фон Ултен
Егино фон Ултен (на немски: Egino Graf von Ulten; † 8 май/20 август 1210) от род Епан, е граф на Ултен (в Ултимо) в Южен Тирол.

## Биография
Родът Епан е извънбрачен клон от род Велфи. Той е третият син на граф Фридрих II фон Епан († 1181/пр. 23 юли 1183) и съпругата му Махтилт († 1214). Внук е на граф Улрих II фон Епан († 1145) и Аделхайд (1139 – 1145). Правнук е на граф Фридрих I фон Епан († 1110). Брат е на неженените Улрих (III) фон Ултен († сл. 1185/1188?), Арнолд фон Епан († сл. 1189), Фридрих фон Епан († 1194), абат на „Мариенберг“, и Аделхайд фон Епан (†1210), омъжена за Куно III фон Мьодлинг († 1182/1183).
Баща му Фридрих II се мести през 1170 г. в Ултен и основава линията фон Ултен. Егино фон Ултен наследява баща си ок. 1190 г. Графовете на Ултен построяват замък Ешенлое/Ултен в Сан Панкрацио.
Егино фон Ултен се жени за Ирмгард фон Ронсберг († 1220/8 май/20 август 1210), дъщеря на граф и маркграф Хайнрих I фон Ронсберг († 1191) и Удилхилд фон Гамертинген († 1191). През 1212 г. главната линия на род фон Ронсберг измира по мъжка линия. Собственостите на род фон Ронсберг отиват на съпругата му Ирменгард и сестра ѝ Аделхайд фон Ронсберг († 1205), омъжена за граф Улрих I фон Берг († 1209).

## Деца
Егино фон Ултен и Ирмгард фон Ронсберг имат четири деца:
- Хайнрих III фон Ултен (* ок. 1191)
- Улрих V фон Ултен († 24 ноември 1248), граф на Ултен, женен за Юта; имат шест деца
- Готфрид фон Ултен
- София фон Епан († сл. 1218), омъжена пр. 1218 г. за граф Бертхолд III фон Ешенлое († 30 април 1260)